# Rhinella rostrata
Rhinella rostrata es una especie de anfibio anuro de la familia Bufonidae. Solo se ha encontrado en un lugar a 2470 m de altitud en las cercanías de Mesopotamia, en el departamento de Antioquia, Colombia. Está en peligro crítico de extinción y no se ha visto desde 1914, por lo que posiblemente esté extinta.